# Hall–Héroult-eljárás
A Hall–Héroult-eljárás az alumínium előállítására szolgáló legjelentősebb ipari folyamat. Az eljárás során a timföldet olvadt kriolitban oldják fel, majd az olvadt sófürdőt egy speciálisan erre a célra épült cellában elektrolizálják. Az eljárást 1886-ban Charles Martin Hall amerikai vegyész és nővére Julia Brainerd Hall, aki az asszisztense volt egyben, valamint tőlük függetlenül egyidőben Paul Héroult francia tudós dolgozta ki. 

## Eljárás

### Elmélet

A Hall–Héroult ipari cella.

Az elemi alumíniumot nem lehet elektrolízissel előállítani az alumínium-sók vizes oldataiból, mert az oxóniumionok gyorsan oxidálják a keletkező elemi alumíniumot. Habár az alumínium-sók olvadékelektrolízise használható lenne, az alumínium-oxid olvadáspontja 2000 °C feletti, így ez a gyakorlatban nehézkes és nem praktikus. A Hall–Héroult-eljárás során az alumínium-oxidot (Al2O3) olvadt kriolitban (Na3AlF6) oldják fel, hogy ezzel csökkentsék az olvadáspontot, és megkönnyítsék az elektrolízist.
A vegytiszta kriolit olvadáspontja 1012 °C. Kis százaléknyi alumínium-oxid feloldásával az olvadáspontja körülbelül 1000 °C-ra csökken. Az olvadáspont további csökkentése érdekében alumínium-fluoridot (AlF3) is adnak a keverékhez. Az olvadt kriolit, alumínium-oxid és alumínium-fluorid keveréket ezután alacsony feszültségű (3-5 V) egyenárammal elektrolizálják. Az egyenáram hatására a folyékony fémalumínium kiválik a katódon, miközben az alumínium-oxid oxigénje a szénanóddal egyesülve szén-dioxiddá alakul. Egy ipari méretű kohó egyetlen elektrolizáló cellája több százezer amper áramot vesz fel.

### A cella működése
A cellán belül a hőmérsékletet elektromos ellenállásfűtés segítségével biztosítják. A szénanód oxidációja növeli az elektromos hatásfokot, ám ennek az az ára, hogy a termelődő szén-dioxid lassan elfogyasztja az anódot. Míg szobahőmérsékleten a szilárd kriolit sűrűbb az alumíniumnál, 1000 °C körül a folyékony alumínium már sűrűbb, mint az olvadt kriolit, így a cella alján gyűlik össze. A lesüllyedt fémalumíniumot általában egy szifonon keresztül, periodikusan gyűjtik össze, amelyre azért van szükség, hogy így elkerüljék a rendkívül magas hőmérsékleten üzemelő szivattyúk és szelepek alkalmazását. Az alumínium eltávolításával párhuzamosan alumínium-oxidot adagolnak a cellába.
A cellában lévő olvadt anyag keveredése növeli a termelékenységet, annak árán, hogy a kriolit szennyeződések száma növekedik a termékben. A megfelelően megtervezett elektrolizáló cella kihasználja az elektrolizáló áram keltette magnetohidrodinamikus erőket és ennek révén keveredésbe hozza az elektrolitot. A nem kevert, statikus cellában a szennyeződések a fémalumínium tetejére emelkednek, vagy lesüllyednek az aljára, így a középen nagytisztaságú fémalumínium marad.
A sejt anódján gázok termelődnek. Ezek elsősorban a fogyóanódból származó szén-dioxid (CO2), és a kriolitból illetve a folyasztószerből származó hidrogén-fluorid (HF). A gázokat kezelik, vagy közvetlenül a környezetbe engedik. Előbbi magában foglalja a HF semlegesítését annak nátriumsójává, a nátrium-fluoriddá. A szálló port elektrosztatikus, vagy zsákos szűrőkkel fogják fel. A szén-dioxidot általában kezelés nélkül a légkörbe engedik.

## Változatai
Napjainkban a Hall–Héroult-eljárás két fő technológiában jelenik meg, ezek a Söderberg és az előmelegítéses. A Söderberg-technológia folyamatosan gyártott anódot használ, amelyet az anód tetején kialakított veremben állítanak elő. A kohó veszteséghőjével előmelegítik a vermet, amelyben a szén az elektrolízishez szükséges formába alakul át. Az előmelegítéses technológia az anódokról kapta nevét, amelyeket nagyméretű gázkemencékben fűtenek fel, mielőtt változatos emelőszerkezetek révén az elektrolitba süllyesztenek. Mindkét technológiában az anód egy nagyon nagy elektromos érintkezőhöz kapcsolódik, illetve lassan elhasználódik, mivel az elektrolízis során létrejött oxigén szén-dioxiddá oxidálja. Az előmelegítéses technológia hatékonyabbnak bizonyult, de ugyanakkor munkaigényesebb is. Ennek ellenére egyre inkább preferált az iparban, mivel nem jár annyi szennyezőanyag-kibocsátással, mint az anód folyamatos gyártása a folyékony-veremből.

## Fordítás
Ez a szócikk részben vagy egészben  a   Hall-Héroult process című angol Wikipédia-szócikk ezen változatának fordításán alapul.  Az eredeti cikk szerkesztőit annak laptörténete sorolja fel. Ez a jelzés csupán a megfogalmazás eredetét és a szerzői jogokat jelzi, nem szolgál a cikkben szereplő információk forrásmegjelöléseként.